# Famille Wallaert
Originaires de la région de Courtrai en Belgique, les membres de la famille Wallaert (prononcer [walaʀ]) furent des pionniers de l'industrie du lin et du coton à Lille.

## La famille
Sous la Restauration, Auguste Wallaert-Mille (1798-1865) fonde une première filature de coton.
Pour  souligner la relative diversité sociale du quartier populaire de Lille-Saint-Sauveur au cours de la première moitié du XIXe siècle  l’historien Pierre Pierrard signale qu'à cette époque la famille Wallaert y demeurait  précisément 25, rue Saint-Sauveur en 1843.

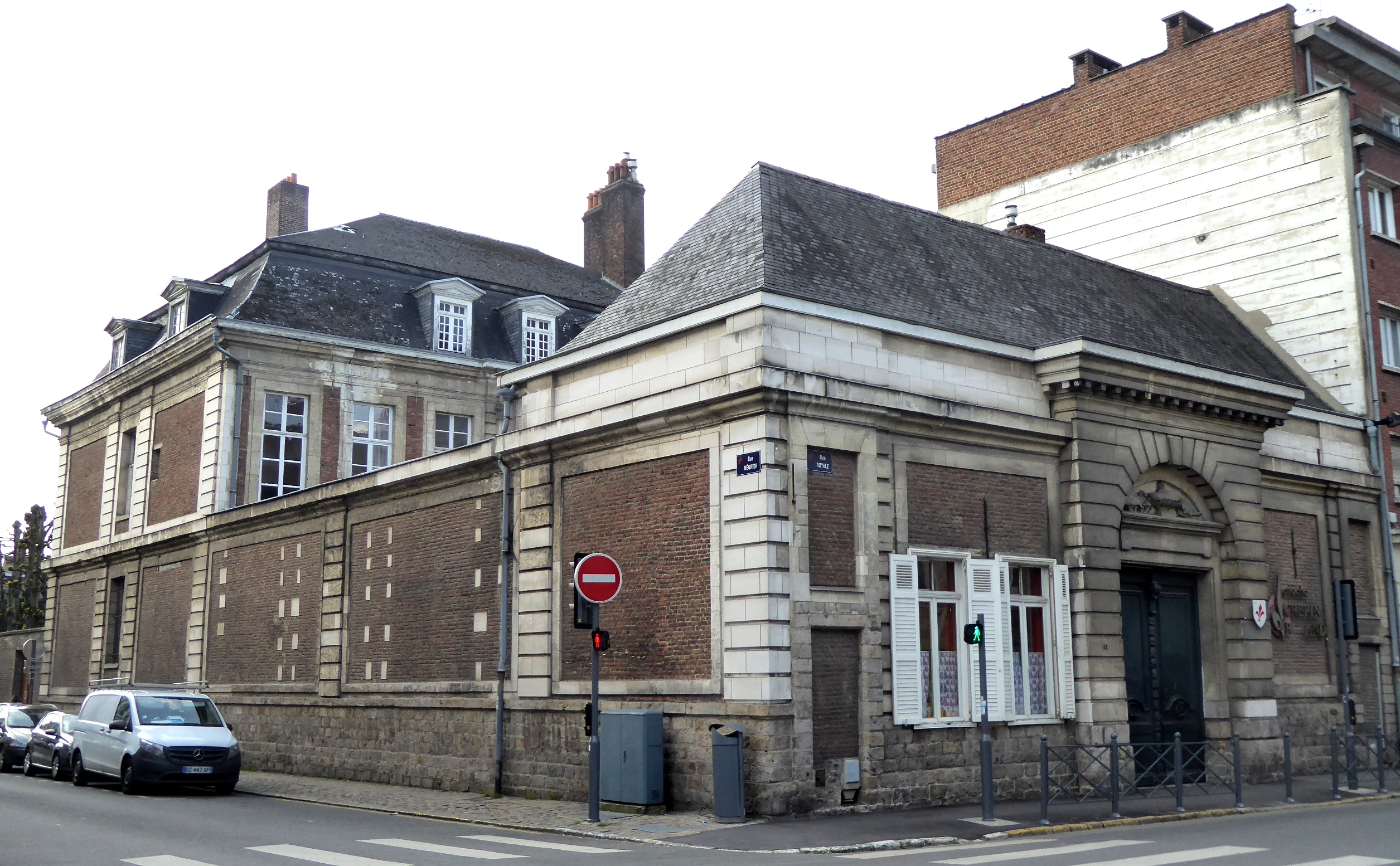
Ancien Hôtel de la famille Wallaert 83, rue Royale

Puis, associé à son frère Achille Wallaert-Crépy (1801-1872), il crée en 1842 une filature de lin dans la commune de Moulins - qui était alors une commune distincte de Lille- et, en 1844, une autre filature de lin et d'étoupe : c'est le début de la société Wallaert Frères (WF), promise à un bel avenir.
Son œuvre est poursuivie par son fils Auguste-César Wallaert-Descamps (1830-1899) qui, associé en 1862 à son père et à son oncle, fonda un tissage de toiles à Lille et une blanchisserie de toiles de lin à Santes.
En 1866, cet ensemble est complété par une nouvelle filature de coton créée en association avec ses frères Émile et Édouard, ainsi que son cousin germain Achille Wallaert. C'est ainsi que les Wallaert se trouvent placés à la tête, à la fin du Second Empire, d'un véritable « empire du textile ».
La famille Wallaert était liée à la famille d'industriels du textile Le Blan. Ainsi une société en nom collectif fut fondée en 1851 entre Achille et deux frères Le Blan.
On peut admirer à Lille, au no 83 de la rue Royale, le bel hôtel particulier que fit construire Achille Wallaert-Crépy, qui est depuis 2017 un bâtiment municipal , qui sert en tant que crèche.

## Les usines Wallaert
La famille participa au développement de la commune de Moulins (actuel quartier au sein de la commune de Lille, à la suite du décret impérial pris par Napoléon III d'intégrer en 1858 la commune de Moulins dans la ville de Lille) à laquelle ils vendirent des terrains où furent bâties l’église paroissiale Saint-Vincent-de-Paul, la mairie, des écoles et où furent tracées la place de Trévise (actuelle place Déliot) et les principales rues du centre .
Au milieu du XIXe siècle , les usines Wallaert étaient les plus importantes de la commune de Moulins qui était avant cette installation une commune et qui  devint un faubourg industriel absorbé par la ville de Lille avec d'autres communes en 1858 qui étaient celles d' Esquermes et de Fives .
En 1872, la société Wallaert lance le fil à coudre Au Louis d'Or qui obtint une médaille à l'exposition universelle de Paris de 1878. L'entreprise employait 1500 ouvriers en 1883 .
À la fin du XIXe siècle , les usines textiles Le Blan prennent la prédominance des établissements industriels de Moulins, les usines Wallaert étant au deuxième rang dans le quartier.
Les usines, qui furent particulièrement touchées par l'explosion des dix-huit ponts en 1916, sont reconstruites après la première guerre mondiale.

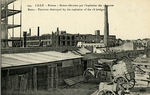
Ruines après l'explosion des 18 ponts
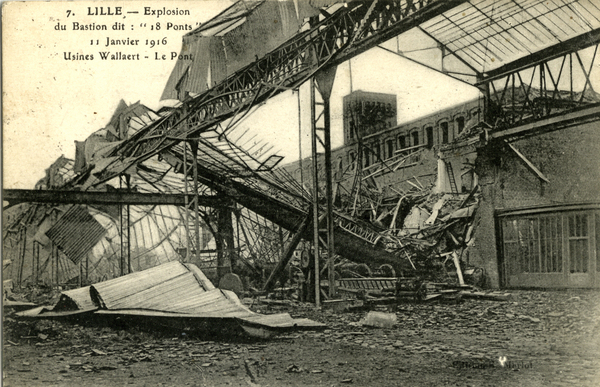
Usines Wallaert après l'explosion des 18 ponts
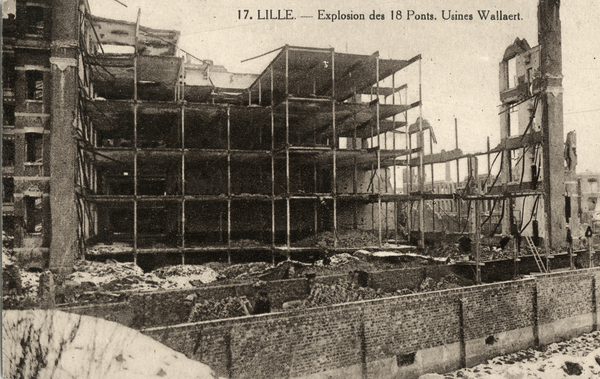
Usines Wallaert en 1916

L'usine Wallaert, qui produit notamment Le fil au Louis d'Or  dans l'usine située au 53-55, rue Jean Jaurès dans l'ancienne commune de Moulins, ferme en 1967, l'activité étant transférée à son usine de Santes.
Les bâtiments sont des années plus tard (dans les années 1990/2000)  restaurés et reconvertis en immeubles de bureaux . S'y implantent l' Institut Régional d'Administration de Lille, l' École de la deuxième chance de Lille-Métropole, des activités tertiaires, des professions libérales et des locaux associatifs.

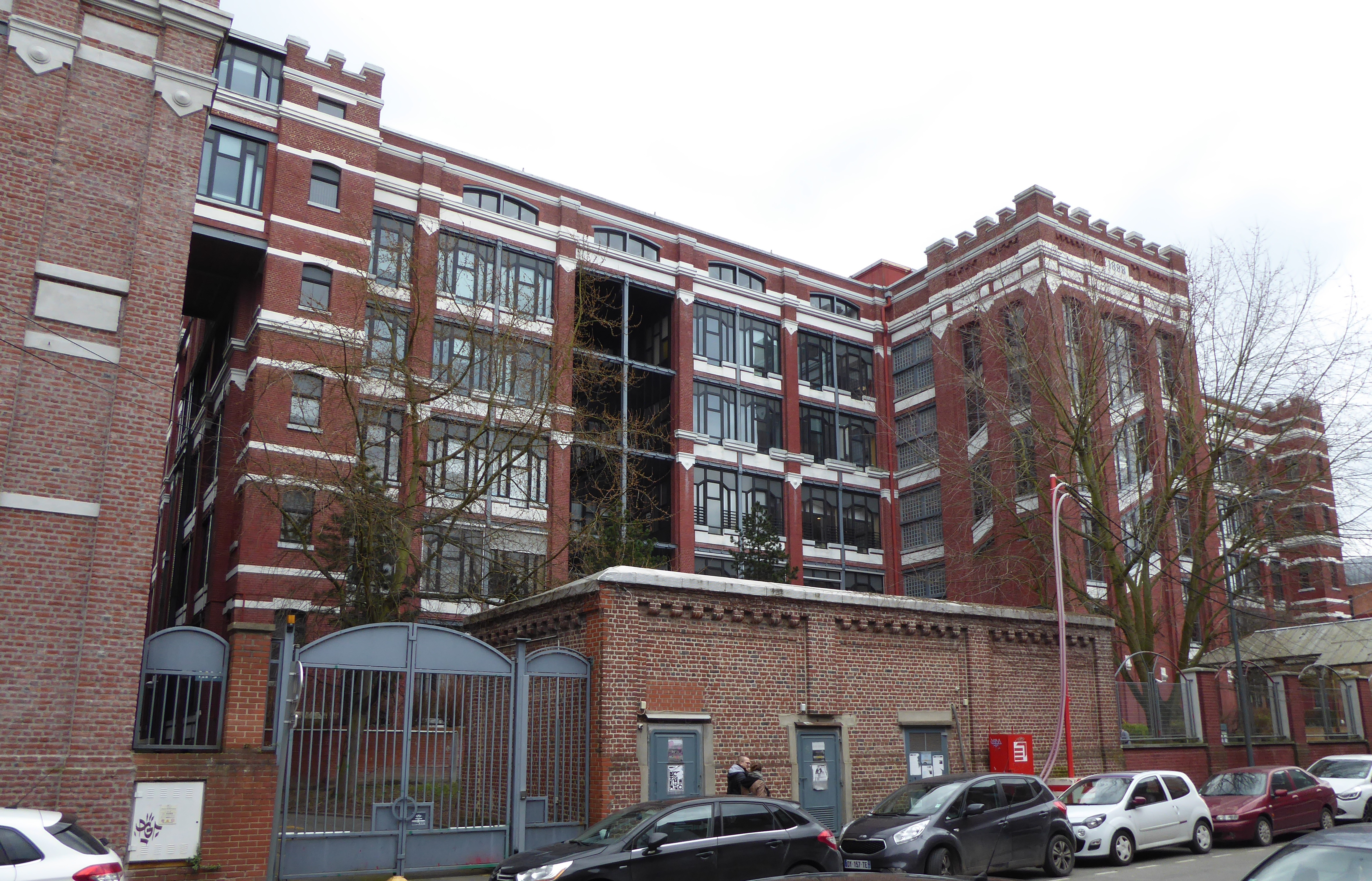
Usine Wallaert rue Jean-Jaurès  à Moulins en 2017 reconvertie en immeuble de bureaux
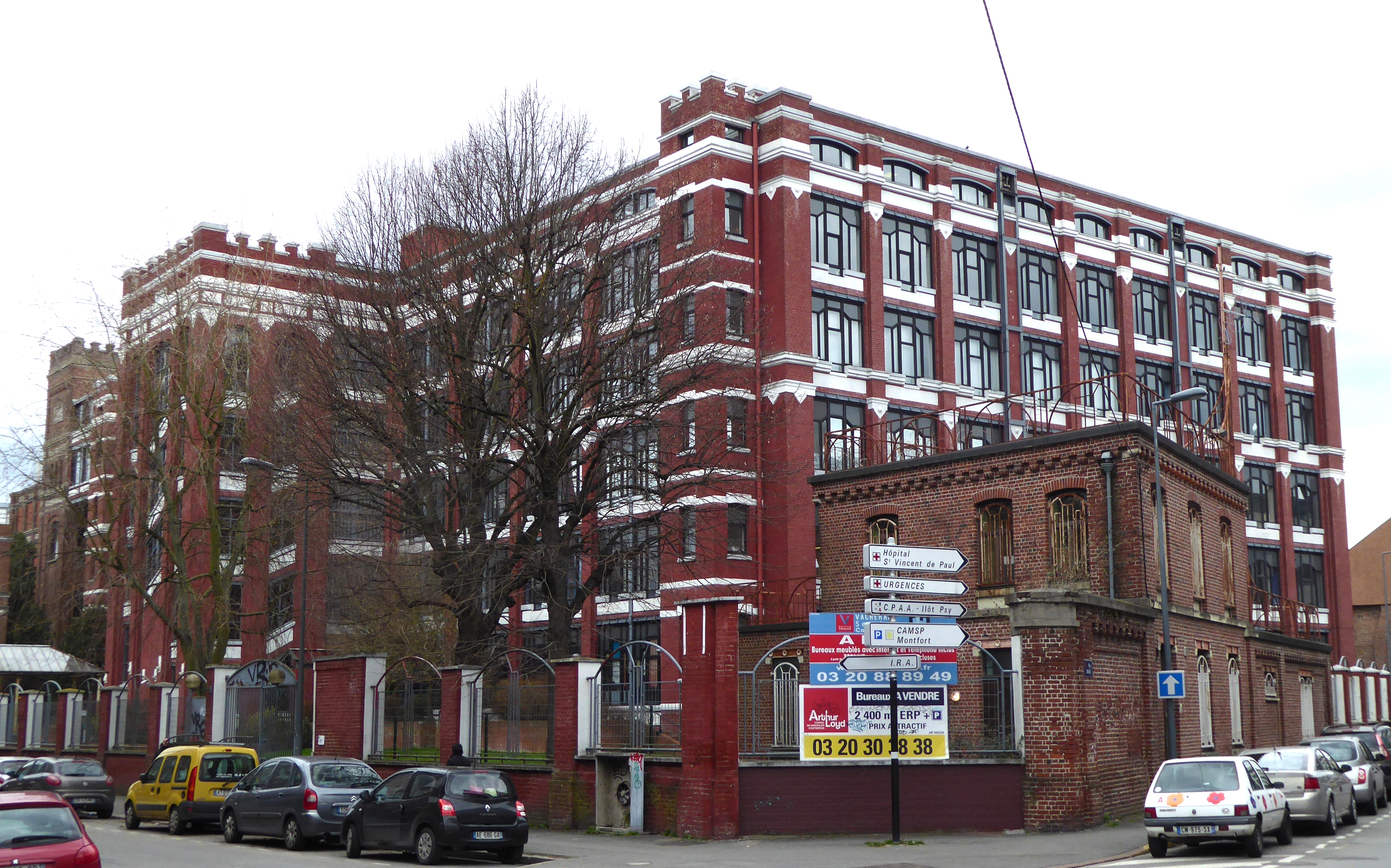
Usine Wallaert rue Jean-Jaurès et rue Desaix en 2017 (activités tertiaires)